# Лавренчук, Евгений Викторович
Евге́ний Ви́кторович Лавренчу́к (укр. Лавренчук Євген Вікторович; пол. Eugeniusz Ławreńczuk) (род. 24 июня 1982, Львов, Украинская ССР) – украинский театральный режиссёр, педагог. Соучредитель (2002) и художественный руководитель «Польского театра в Москве» (до 2014) и «Школы актёрского мастерства и режиссуры». Главный режиссёр Одесского национального академического театра оперы и балета (2018-2021). Ректор «Первой украинской школы театра и кино» (2018), основатель и председатель экспертного совета Всеукраинского оперного форума. Поставил более 30 спектаклей. Лауреат международных конкурсов и фестивалей в Европе. Осуществляет постановки, а также ведет активную педагогическую деятельность в Украине, Польше, Германии, Литве, России и Израиле. Автор методики преподавания актёрского мастерства и режиссуры. Заслуженный артист Украины (2021).

## Биография

Школа с польским языком обучения во Львове (в прошлом — польская гимназия Святой Магдалены)

Родился 24 июня 1982 года в городе Львове.
Первые впечатления от театра приходятся на шестой класс, когда бабушка привела его за кулисы Львовского театра им. Марии Заньковецкой во время репетиционного процесса – режиссёр Алла Бабенко работала над спектаклем «Медея» по пьесе Жана Ануя.
В июле 2013 года Европейским Монархическим Движением Евгению Лавренчуку присвоен (возвращен) титул Графа (род Вышиньских) с внесением соответствующей записи в Единый Европейский Геральдический реестр.
Свободно владеет украинским, английским, польским, ивритом, русским и французским языками. Является дальтоником и веганом, активно популяризирует веганство и вегетарианство.

### Образование
Окончил польскую школу им. Марии Магдалены во Львове.
В 2003 году окончил Российскую академию театрального искусства (мастерская Романа Виктюка) по специальности «оперный режиссёр», затем – высшие курсы хореографии в Университете им. Марии Кюри-Склодовской (Люблин, Польша), Высшие курсы режиссёров игрового кино (Москва).

### Польский театр в Москве

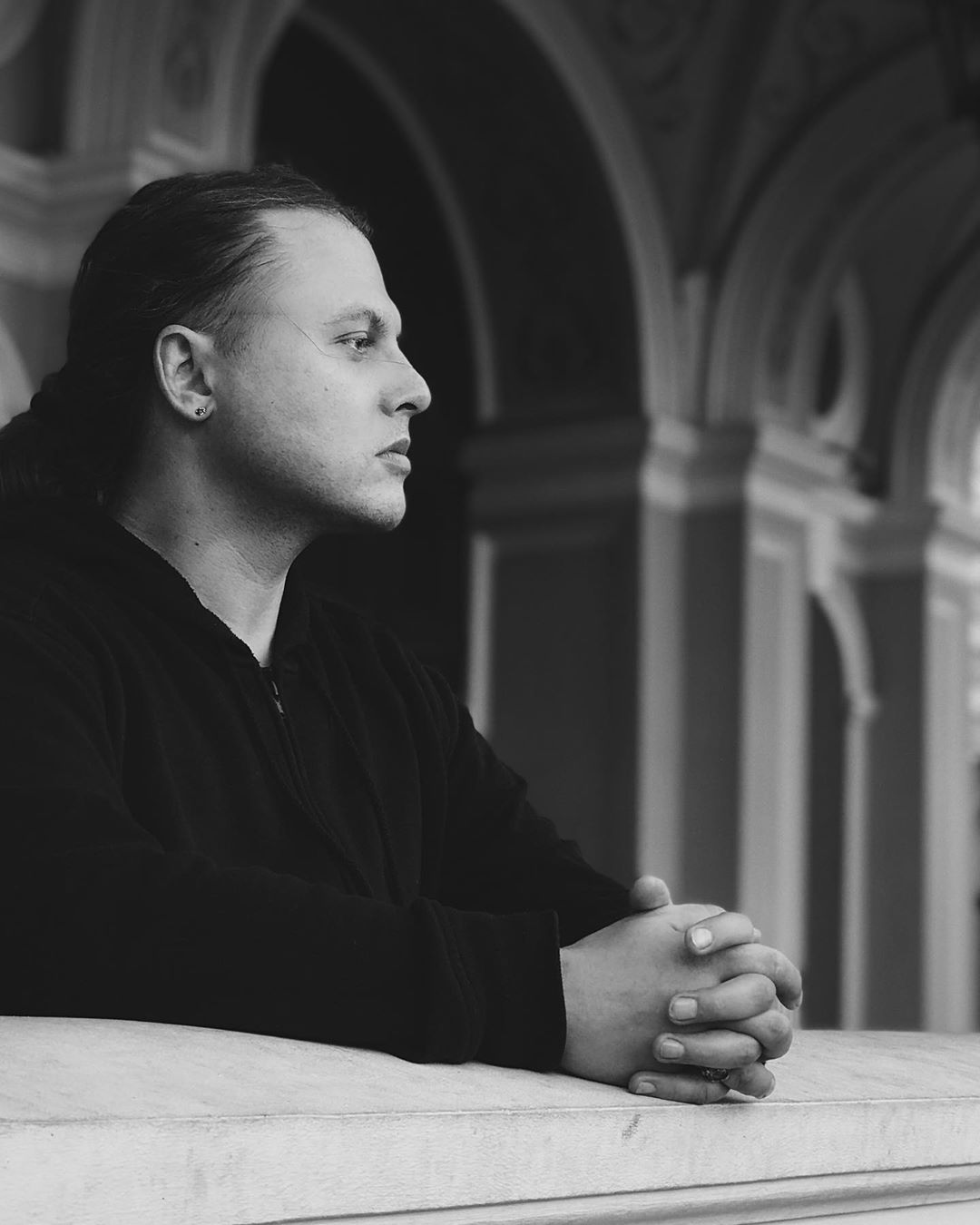

В апреле 2003 года на сцене московского театра «Et cetera» на Новом Арбате состоялась премьера спектакля «Снег» по пьесе польского драматурга Станислава Пшибышевского — дипломная работа выпускника режиссёрского факультета театрального училища Евгения Лавренчука. На одной сцене вместе с профессиональной актрисой Еленой Болдиной сыграли московские поляки Роман Ядзинский (Бронька), Антоний Фонтанов (Тадеуш), Владимир Терпугов (Казимеж). Спектакль одновременно рассматривался и в качестве экзамена – среди зрителей присутствовала председатель экзаменационной комиссии народная артистка СССР Елена Образцова, которая и подписала режиссёрский диплом Евгения Лавренчука. «Польский театр в Москве» ведет свой отсчет со спектакля «Снег».
Юридическая регистрация «Польского театра в Москве Евгения Лавренчука» состоялась в 2004 году. Концепция создания декларировала, что театр не играет спектакли каждый день, у него отсутствуют планы по количеству постановок в год, и они «не склонны вульгаризировать творчество и проверять гармонию рыночной алгеброй». Язык постановок заявлялся как «польский, русский и любой доступный исполнителям». Среди источников финансирования театра отмечались крупные международные фонды, правительства и министерства Польши и России, гранты из бюджета Москвы, Варшавы и европейских программ, что позволили бы проектам театра носить принципиально некоммерческий характер.
После спектакля «Снег» Пшибышевского, в репертуаре появились спектакли «Maria Stuart» Юлиуша Словацкого на музыку Гаэтано Доницетти, «Ивонна, принцесса Бургундская» по пьесе Витольда Гомбровича, «Танго» по Славомиру Мрожеку, «Похищение Европы» по собственному сценарию в постановке Евгения Лавренчука. Кроме того выходили постановки других режиссёров: «Ромео и Джульетта» по пьесе Уильяма Шекспира, «Закат Европы», «Эдип спящий».
Спектакли театра были показаны на сценах Москвы, российских городов Вологда, Томск, в литовском Вильнюсе, польских Варшаве, Щецине, Кракове, Ряшеве, Свиноуйсьце, Вроцлаве, Сопоте и других. Театр активно участвовал в международных театральных фестивалях.
Участие Польского театра в фестивалях:
- 2003, октябрь – V Всемирный фестиваль театров польской диаспоры на Подкарпатье (г. Жешув, Польша)[29]
- 2008, ноябрь – Театральный фестиваль польского театра в Старой проховне (г. Варшава, Польша)[30][31]
- 2011, октябрь – Международный театральный фестиваль «V Всемирные встречи польской сцены» (г. Вильнюс, Литва)[32]
- 2012, ноябрь – Международный польский фестиваль моноспектаклей «MONOWschó» (г. Вильнюс, Литва)[33]
- Шекспировский фестиваль (г. Гданьск, Польша)
- Фестивали им. Марии Конопницкой (г. Пшедбуж, Польша)

В 2010 году в Варшаве был учрежден Международный фонд Евгения Лавренчука (Eugene Lavrenchuk International Foundation).
Весомым направлением работы театра были образовательные программы и актёрские тренинги для актёров театров Москвы и студентов театральных вузов. При театре работала Школа актёрского мастерства и режиссуры, проводился регулярный авторский тренинг личностного роста, работали курсы польского языка и театральная студия для детей.
В связи с событиями 2014 года (Российское вооруженное вторжением в Крым и Война на востоке Украины) Евгений Лавренчук покинул Россию в знак несогласия с политикой государства, которую назвал преступной. Деятельность театра прекращена в 2015 году.

### Евровидение 2017
В мае 2017 по приглашению Первого общественного телеканала Украины выступил креативным директором Евроклуба и режиссёром фанзоны на песенном конкурсе «Евровидение-2017», который проходил в Киеве.
Накануне финала «Евровидение-2022» выступил экспертом в прямом эфире проекта «Stozhary.ua» с ведущими оперной звездой Марией Максаковой и арт-критиком Константином Дорошенко.

### Образовательная деятельность
Ведет активную педагогическую деятельность в Украине и Европе.
С января 2015 года является преподавателем Королевской академии бизнеса и дипломатии (пол. Krolewska Akademia Biznesu i Dyplomacji we Wrocławiu); г. Вроцлав, Польша).
С 2018 года – ректор Первой украинской школы театра и кино. Школа носит открытый характер, учащимися могут стать представители разных возрастных категорий с разной степенью подготовленности (от начального к профессиональному). Регулярно учащиеся школы выходят на профессиональные сцены, где демонстрируют публике свои достижения. Ежегодно Школа Евгения Лавренчука проводит сезонные выездные мастер-классы в крупнейших городах Украины (Львов), Польши (Варшава, Краков, Закопане, Гданьск, Сопот, Вроцлав, Свиноуйсьце и др.), куда рядом с учащимися съезжаются заинтересованные студенты Польши и других европейских стран.
В основе программы обучения и тренингов школы лежит собственная методика преподавания, использующая новые интерпретации идей Михаила Чехова, Ежи Гротовского, Антонена Арто и Константина Станиславского, разработал авторский курс «Все о характере. Типология личности».

### Главный режиссёр Одесской оперы
Становление

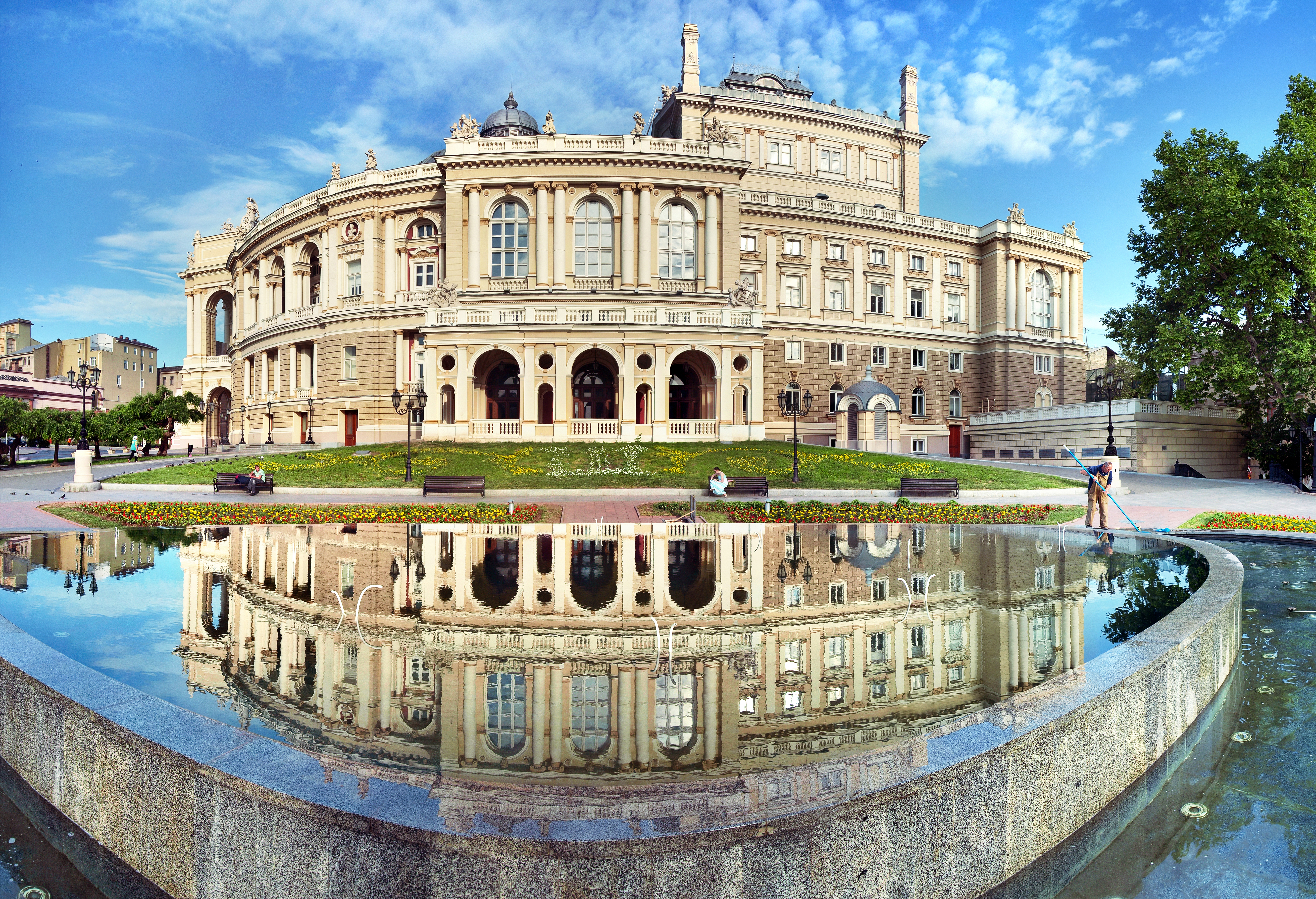
Одесский театр оперы и балета

2 марта 2018 победил в конкурсе на замещение вакантной должности главного режиссёра Одесского национального академического театра оперы и балета. Пост главного режиссёра оперного театра занял в возрасте 36 лет. Возглавил Фонд Одесской национальной оперы.
Свою работу в должности режиссёра начал с проведения тренингов для артистов: не только для солистов, но и для артистов хора. Поставил обучение как неотъемлемую составляющую жизни профессионального театрального организма.
В Одесской опере времен руководства Лавренчука появляются практические шаги в сторону театрального маркетинга и менеджмента, берётся вектор на оперную режиссуру через музыкальное образование и умение читать партитуру. Этот тезис Лавренчук иллюстрирует парадоксом Верди в дуэте «Libiamo ne’ lieti calici» со второй сцены первого акта оперы «Травиата»: «Там речь идет о публичном выражении, когда люди говорят банальные слова и поют про радость, но Верди ставит два пиано и очень осторожные интонации. Это единственный момент, когда главный герой признаётся главной героине в любви. Они остаются наедине, но между ними существует неправда: звучит фальшивый оркестр, фаготы и кларнеты, то есть музыкальные инструменты от ума, а не сердца. Парадокс, что люди остались сами, но вместо того, чтобы искренне признаться в любви, они говорят клишированные заготовки. Когда звучит хор, все поднимают бокалы с шампанским, герою удается тихонько сказать героини «Я тебя люблю» так, чтобы она это услышала. Поэтому культурный процесс – это сочетание интимного процесса художника и открытого публичного хайпа. Смысл и состоит в том, чтобы создать такую многослойную структуру».
Среди воплощенных постановок: «Последний романтик» по оперным произведениям Рихарда Штрауса (2018), «La Traviata» Джузеппе Верди (2019). К постановке готовилась и состоялась презентация проекта оперы «Дракон» по одноимённой пьесе советского драматурга Евгения Шварца, на тему тоталитаризма в оперном формате (перевод и либретто – Павел Арье, композитор — Антон Байбаков, художник — Наталья Лейкина).
«La Traviata»
Наиболее резонансной и выдающейся работой Евгения Лавренчука в Одесской опере стала постановка «La Traviata» – оперы Джузеппе Верди. Из музыкальной части были убраны все существующие дополнения – звучит исключительно итальянский язык и строго соблюдается партитура Верди. Премьерный показ состоялся в рамках 210-го театрального сезона Одесской оперы, 9 ноября 2019. На премьеру в Одессу собрался «десант оперной элиты мира»: критики ведущих профильных и общественно-политических изданий (Online Merker, Klassik begeistert, Die Bühne, L'Opera – International magazine, Neue Zürcher Zeitung, Salzburger Nachrichten, Il Tempo), руководство театров, интенданты со всей Украины, из Рима, Венеции, Гамбурга, Тарту. Дирижёр-постановщик – Вячеслав Чернуха-Волич. Ефим Руах работал над воплощением художественного решения основной темы спектакля – стихии ветра – «вечное внесение всего и вся в никуда. Все декорации будут трансформироваться и улетать. Всё будет кружиться, и в третьем действии поднимется такая вьюга, что над хором появится хоровод их платьев, которые будут летать». Партию Виолетты Валери исполнила сопрано Алина Ворох, Альфреда – тенор Олег Злакоман. Афиша спектакля выполнена таким образом, что зритель наблюдает рентгеновский снимок «дамы с камелиями» Виолетты Валери, где камелии «расцветают» на её лёгких. Само же действо наполнено движением и сценическими трансформациями, в ткань спектакля вплетен миф о Миносе, Посейдоне и Пасифае, метаморфозе влюбленного Зевса.
«La Traviata» собрала прессу, которая с одной стороны восторгалась новаторской режиссёрской работой, с другой – упрекала в доминировании визуальных образов над музыкальной составляющей оперы. По мотивам постановки была сделана видеоверсия: отдельно записана аудиоверсия, под которую отсняли видеоряд с использованием дронов и крана. Проанонсирован выход книги о спектакле «La Traviata», название которого восходит к главной арии Виолетты «Addio, del passato».
Работа получила профессиональное признание в виде премии им. Леся Курбаса (2020), победы в номинации «Музыкальный спектакль в жанре оперы/операции/мюзикла» всеукраинского театрального фестиваля-премии «GRA» (2020), Евгений Лавренчук вошёл в короткий список номинантов Национальной премии Украины им. Тараса Шевченко (театральное искусство).
Завершение каденции
Резонанс «La Traviata» и полученные награды открыли путь к новым планам и задумкам. На 2021 год была проанонсирована постановка современной, инновационной оперы «Запорожец за Дунаем» в стилистике комикса, ряд других проектов. Но уже 10 февраля 2021 Евгения Лавренчука официальным письмом было предупреждено о непродлении контракта с 15 марта текущего года. В день 1 марта 2021 года Евгений Лавренчук сообщил о совершенном нападении в Одессе в декабре 2020-го. Неизвестные избивали его по лицу и голове, в результате чего было нанесено резаное ранение. Одесская опера опубликовала собственную трактовку этой истории с проведением аналогий подробностей прошлогоднего избиения. В тот же день Комитет Национальной премии Украины имени Тараса Шевченко обнародовал заявление о получении писем (анонимных и за подписями уважаемых художников) «с призывами ни в коем случае не награждать Евгения Лавренчука, главного режиссёра Одесского национального академического театра оперы и балета, за его постановку «Травиаты» Дж. Верди и обращением внимания на то, что «обвинения по разным, якобы не связанным между собой адресам содержат более или менее одинаковые аргументы местами одинаковыми словами». С поддержкой Евгения Лавренчука выступили деятели искусств Украины и зарубежья (в частности директор Польского театра в г. Познань, руководитель Института Театра им. Збигнева Рашевского Мацей Новак и другие).
Подводя итоги своей работы в Одесской опере, среди ключевых решений за три года работы, качественно изменивших ситуацию в театре, Лавренчук назвал «налаживание внешней политики с экспертной средой, медиа и целевой аудиторией». Тем не менее, продления контракта на позицию главного режиссёра театра не произошло: Лавренчук подал свою кандидатуру на конкурс генерального директора-художественного руководителя Одесской оперы, однако накануне конкурса, 21 июля, официальным видеообращением снял свою кандидатуру.

### Всеукраинский оперный форум
Евгений Лавренчук является основателем и председателем экспертного совета Всеукраинского оперного форума, который является центральным событием в области оперной индустрии Украины. Форум проводится с участием руководителей основных украинских оперных театров, представителей академического сообщества, украинских  и зарубежных музыкальных критиков, депутатов и лидеров мнений. В его рамках проводятся лаборатории критиков (куратор – профессор Юрий Чекан), оперные премьеры, презентации оперных стартапов (куратор – Евгений Лавренчук).
Место проведения совмещается со знаковой оперной премьерой. Так, в 2019 году форум прошёл в Одессе, и был подведен к опере «La Traviata» Джузеппе Верди в постановке Евгения Лавренчука в Одесском национальном академическом театре оперы и балета; в 2021-м – в Харькове, и сочетался с премьерою оперы «Вышиваный. Король Украины» Аллы Загайкевич в постановке Ростислава Держипольского в Харьковском национальном академическом театре оперы и балета им. Николая Лысенко.

### Задержание в Италии
Задержание Евгения Лавренчука произошло в итальянском аэропорту Неаполь 17 декабря 2021 года по запросу России об экстрадиции – якобы он, восемь лет назад, работая в РФ, совершил финансовое правонарушение (якобы Таганским районным судом Москвы обвинён в мошенничестве, различных финансовых махинациях на сумму 4 млн рублей, и осуждён к 10 годам заключения). По запросу доказательной базы и документов сторона запроса не смогла ничего предоставить, аргументируя предварительным следствием и запросом экстрадиции.
В начале января 2022 года инициативной группой была создана петиция в поддержку художника. Более 1200 деятелей искусства выступили с призывом «Free Eugene Lavrenchuk». Заявление в поддержку обнародовал ПЕН-клуб с подписями более 50 членов, Национальный союз театральных деятелей Украины. С персональными заявлениями выступили председатель Львовской городской общины Андрей Садовой, политический деятель Ирина Подоляк, общественный активист и писатель Олег Сенцов, журналист Юрий Макаров и многие другие. Решением суда от 21 января Лавренчук был отправлен под домашний арест (украинское консульство выделило квартиру и обеспечило необходимым). Интерпол отказал РФ в выдаче задержанного из-за отсутствия доказательств его вины.
Задержание Евгения Лавренчука приобрело политическую окраску, и к его освобождению присоединились десятки дипломатов, политиков, министров и культурных деятелей. Ходатайство по освобождению направил Папа Римский Франциск. Вопрос ареста депутатом Риккардо Маги был вынесен на уровень парламента Италии. Ситуацию контролировала министер юстиции Италии Марта Картабья. Ключевую роль с украинской стороны сыграло Генеральное консульство в Неаполе (генеральный консул Украины в Неаполе Максим Коваленко).
Апелляционный суд Неаполя 25 марта 2022 года отклонил запрос Российской Федерации об экстрадиции на основании, что Лавренчук рисковал «поддаться в России жестоким, бесчеловечным или унижающим достоинство, наказанию или обращению, или [поведению], которое является нарушением основных прав [человека] , что в соответствии с итальянским законодательством (ст. 698 Уголовно-процессуального кодекса) исключает пассивную экстрадицию». В тот же день появилось сообщение от Евгения Лавренчука в социальной сети: «Друзья! Я свободен! Окончательно! Всем очень благодарен за все, что вы сделали для меня».
В результате все обвинения были сняты, а каждый день пребывания в незаконном аресте компенсирован в размере 250 евро (выплата Италии из полученных средств от России). СМИ, освещавшие процесс, использовали в отношении Лавренчука формулировку «Последняя жертва российского Интерпола».

### Новое время

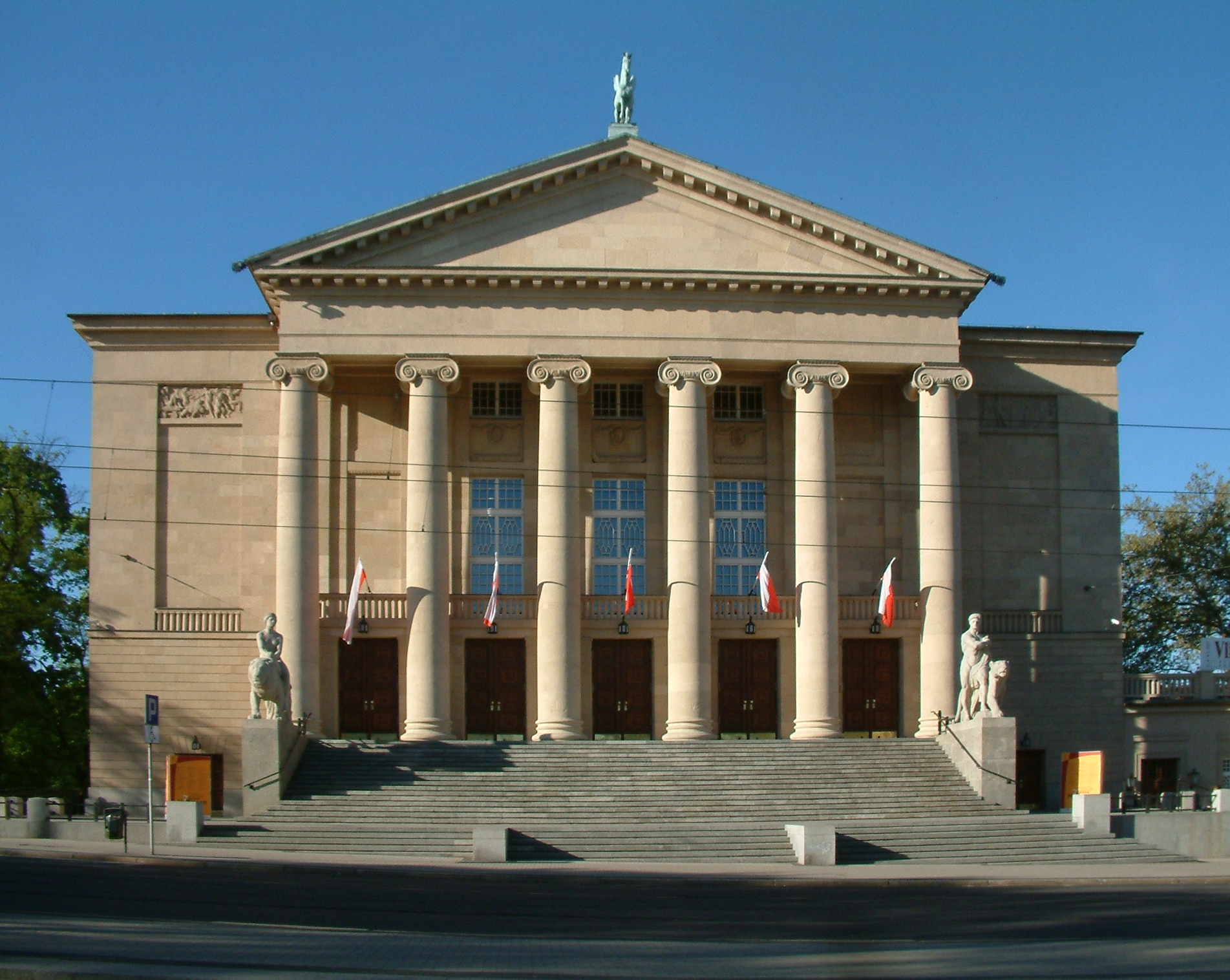
Оперный театр в Познани

С июня 2018 – эксперт Украинского культурного Фонда. С сентября 2018-го – ректор Первой украинской школы театра и кино.
Компания «Лавренчук продакшн» выступала партнёром постановки «La Traviata» в Одесской опере 2019-го, в партнерстве с Одесским театром им. Василия Василько реализовала спектакль «Страшное китайское проклятие. Украина» по драматургическому дебюту Елизаветы Мельниченко в 2020 году.
В разработке две оперы Джузеппе Верди: «Фальстаф» для Киевского национального академического театра оперетты и «Риголетто», презентация которого состоялась 7 мая 2022 года в нью-йоркском New Art Dealers Alliance (NADA) (дирижёр – Виктор Плоскина, художник – Мира Мачина). На этапе подготовки съемок художественный фильм «Ulysses» по роману «Улисс» и короткометражный фильм «Нарцисс» по собственному сценарию.
В 2022 году реализовал две постановки на сцене Познанского оперного театра, в сотрудничестве с Каролиной Софулак: оперы «Альберт Херринг» Бенджамина Бриттена и «Русалка» Антонина Дворжака. О совместных исследованиях партитуры оперы «Русалка», Каролина Софулак отметила, «что это не простая сказка, а скорее притча, или развернутая, символическая метафора внутренностей человеческой психики. Дворжак и Квапил, то есть композитор и либретист, в конце XIX века не владели языком, разработанным в последующие десятилетия Фрейдом, а затем Юнгом».
В 2023 году стал стипендиантом Министерства культуры и национального наследия Польши.
С 22 марта 2024 года назначен временно исполняющим обязанности директора-художественного руководителя КЗ«Кировоградский украинский академический музыкально-драматический театр имени М. Л. Кропивницкого".

## Постановки

### Режиссёрские работы
Польский театр в Москве
- 2003, 3 апреля – мелодрама «Снег» Станислава Пшибышевского (дипломная работа. Премьера прошла на сцене Московского театра «Et cetera» на Новом Арбате)[26][27][111][112]
- 2005, 11 мая – анти-мистерия «Ивонна, принцесса Бургундская» по пьесе Витольда Гомбровича (на сцене Московского международного дома музыки)[113]
- 2009, 27 апреля – драма «Танго» по пьесе Славомира Мрожека (на сцене Московского академического театра им. Владимира Маяковского)[114][115]
- 2012, 27 февраля – история одного сумашествия в классическую эпоху «Maria Stuart» по мотивам «Мария Стюарт[пол.]» Юлиуша Словацкого на музыку оперы «Мария Стюарт» Гаэтано Доницетти[116]
- 2014 – Похищение Европы по собственному сценарию (премьера не состоялась)[117][118][119][120][121][122]

Львовский театр юного зрителя
- 2004 – «Дракон» по одноимённой пьесе Евгения Шварца[123]

Национальный академический украинский драматический театр имени Марии Заньковецкой
- 2004, 11 октября – театрализованая агония «Стулья» Эжена Ионеско[124]

Томский областной драматический театр
- 2004, 24 декабря – драма «Билокси блюз» Нила Саймона[125][126]
- 2006 – анти-утопия «Амазония» Дмитрия Гласса[127]

Львовский национальный академический театр оперы и балета имени Соломии Крушельницкой
- 2005 – «Cavalleria Rusticana» опера «Сельская честь» Пьетро Масканьи (премьера не состоялась в связи со смертью дирижёра-постановщика)[16][128]

Посольство Польши в России
- 2006 – «Бал в опере» Юлиана Тувима

Одесский академический русский драматический театр
- 2006, 10 декабря – драма «Сумерки богов» по пьесе «Соблазнения и страсти» Родиона Феденёва[129][130][131][132]
- 2008, 20 февраля – пластическая драма «Танахшпиль» Евгенияя Лавренчука по мотивам современной израильской прозы и Книг Ветхого Завета (посвящение памяти Пины Бауш)[133][134][135]
- 2015 – «Лист ожидания» Александра Марданя[136][137][138][139][140]

Открытая театральная школа Евгения Лавренчука
- 2007 —2016 – «WORKSHOP» – цикличный проект отчътных показов-перформансов студентов школы (г. Москва) (художественный руководитель проекта, продюсер)[141][142][143][144]
- 2013 – «Играем Чехова»[145]

Томский театр Нового зрителя
- 2008, 25 декабря – памфлет «Дракон» по одноимённой пьесе Евгения Шварца (новая режиссёрская редакция)[146][147][148]
- 2010, 5 марта – драма «Анна Каренина» Евгения Лавренчука за мотивами одноимённого романа Льва Толстого[149][150][151][152]

Русский драматический театр Литвы (г. Вильнюс)
- 2009 – «Ящер, Лань, Шаман и Габриэла» Альвиды Байор по мотивам Чеслава Милоша (совместный проект Фонда Terra Humana (Варшава) и 5 театральных коллективов из России, с Украины, из Литвы и Польши)[153][154]

Театр Эйхаль Тарбут, Нетания (Израиль)
- 2015 – «Иуда и его братья» по мотивам 1-й Книги Маккавейской[155]

Одесский национальный академический театр оперы и балета
- 2018 – «Последний романтик» по оперным произведениям Рихарда Штрауса[156][157][158][159][160]
- 2019, 9 ноября – «La Traviata» опера Джузеппе Верди[161]

Познаньский оперный театр (г. Познань, Польша)
- 2022, 24 июня – «Albert Herring» опера[англ.] Бенджамина Бриттена (совместно с Karolina Sofulak)[162]

### Продюсерские проекты
Польский театр в Москве
- «Ромео и Джульетта» по одноимённой пьесе Уильяма Шекспира[163]
- «Закат Европы» (художественный руководитель проекта, автор сценария, продюсер)[26]
- «Эдип спящий» (художественный руководитель проекта, продюсер)[164]

Томский театр Нового зрителя
- 2010 — «Страсти по Беккету. В ожидании Годо» по пьесе Сэмюэля Беккета; реж. Сергей Озерный (автор идеи, продюсер)[165];
- 2010 — «Отцы и дети: обыкновенный фашизм»;  реж. Ришат Гали (автор идеи, продюсер)[166];

Одесский академический русский драматический театр
- 2016 — «Великолепный рогоносец» по одноимённой пьесе Фернана Кроммелинка; реж. Ольга Меньшикова (художественный руководитель проекта, продюсер)[167][168][169];
- 2016 — «Записки сумасшедшего» по мотивам одноимённой повести николая Гоголя; реж. Игорь Неведров (художественный руководитель проекта, продюсер)[169]
- 2016 — «Метель» Марины Цветаевой; реж. Ришат Гали (художественный руководитель проекта, продюсер)[167][170][171][172][173];
- 2016 — «Декамерон» за новеллами Джованни Боккаччо; реж. Владимир Бутаков (художественный руководитель проекта, продюсер)[174][175][176]

Одесский академический украинский музыкально-драматический театр имени В. Василько
- 2020, 5 сентября — «Страшное китайское проклятие. Украина» Елизаветы Мельниченко; реж. Борис Кривец (продюсер)[104][105]

### Драматург
Познаньский оперный театр (г. Познань, Польша)
- 2022, 14 октября — «Rusałka» опера Антонина Дворжака; реж. Karolina Sofulak[177]

## Особенность постановок
Впечатления шестиклассника, попавшего в театр со служебного хода, когда подняты все кулисы с падугами, раскрывая потрепанные стены, оказались настолько сильными, что Евгений Лавренчук продолжал искать эти потрепанные стены, посещая спектакли разных театров, и не находил, поскольку они были прикрыты кулисами. В память об этой эмоции, режиссёр использует в своих постановках прием отсутствующей «одежды сцены», когда голые стены театра подсвечиваются специально выставленными приборами, а сам факт наличия театрального занавеса в современном театре считается неприличным.

## Награды
- 2004 – Выставка «Сцена России» – золотая медаль, титула «Юбиляр года» и «Младший режиссёр года»[178]
- 2013 – Почётный знак «За заслуги перед польской культурой» – «за выдающиеся достижения в области культуры и науки» (решение министра культуры Польши Богдана Здроевского)[39][179][180][181][182]
- 2016, 9 августа – Высшее звание в области искусства – «Выдающийся деятель культуры Государства Израиль» («Мицтаен бе-миюхат бе Тарбут Исраэли») – решением Комиссии Министерства культуры Израиля[183][184]
- 2020 – Лауреат премии им. Леся Курбаса – впервые в истории эту премию присудили за оперную постановку[9][11][185]
- 2020 – III Всеукраинская театральныая фестиваль-премия «GRA» (г. Киев) – опера «La Traviata» – победитель в номинации «Музыкальный спектакль в жанре оперы/оператив/мюзикла»[186][187]
- 2020 – Награда ежедневной всеукраинской газеты «День» – Корона «Дня» – за результативность творческих поисков в области украинского оперного театра[188]
- 2021, 30 марта – Заслуженный артист Украины[14]
- 2021 – Шорт-лист Национальной премии Украины им. Тараса Шевченко в категории театральное искусство[66]